# وایلدکیرشن ام وسن
وایلدکیرشن ام وسن (به آلمانی: Waldkirchen am Wesen) یک منطقهٔ مسکونی در اتریش است که در ناحیه شاردینگ واقع شده‌است. وایلدکیرشن ام وسن ۲۱٫۴۳ کیلومتر مربع مساحت دارد ۵۵۰ متر بالاتر از سطح دریا واقع شده‌است.